# Epthianura
Epthianura és un gènere d'ocells de la família dels melifàgids (Meliphagidae). Abans es pensava que juntament amb el menjamel d'Ashby del gènere Ashbyia, constituïen una família separada, els Epthianuridae, encara que la majoria dels taxònoms actuals els tracten com una subfamília, Epthianurinae, de la família Meliphagidae.

## Descripció
Les eptianura australians són petits ocells menjamels adaptats a una existència altament terrestre. El bec és curt i esvelt, i en general són una mica més rodons que la resta de menjamel. En comú amb la resta tenen la llengua amb punta de raspall. El plomatge és sexualment dimòrfic, i els mascles tenen colors brillants (o, en el cas de l'eptianura roja, cridaners). El pit i la capçada de l'eptianura roja són de color carmesí brillant com el seu nom indica, i l'esquena és de color gris fosc amb la gola blanca. En canvi, la femella no té cap zona carmesí excepte el dors. Els mascles d'eptianura gorjanegra i eptianura groga tenen un plomatge groc/daurat brillant, mentre que les femelles són molt més grises. L'espècie més inusual és l'eptianura carablanca en que el mascle té l'esquena i la banda al pit de color negres (recorda la nostra cuereta blanca) i la cara i el ventre blancs. L'eptianura groga i la roja són inusuals en les menjadores de mel perquè tenen diferències estacionals en el plomatge, especialment en els mascles, que són molt més apagats en l'època no reproductiva.

## Distribució, hàbitat i moviments
El gènere Epthianura és endèmic del continent d'Austràlia, on es troben àmpliament distribuïts per tot el continent i, en el cas de l'eptianura carablanca, a Tasmània. Amb l'excepció d'aquesta espècie, es distribueixen generalment a la part central d'Austràlia i és l'eptianura carablanca l'espècie més costanera.
Les eptianura australianes s'han adaptat a una àmplia gamma de tipus d'hàbitat a l'interior d'Austràlia, tot i que generalment es troben en entorns més arbustius que boscosos i també es troben poques vegades a altituds elevades. Estan especialment adaptats a ambients àrids, però també freqüenten boscos de ribera, aiguamolls temporals i permanents, matollars i fins i tot terres de cultiu.
Hi ha grans llacunes en el coneixement dels moviments migratoris de les eptianura australianes. Algunes espècies són aparentment nòmades, almenys en parts de la seva àrea de distribució, i d'altres migratòries, però la dificultat per arribar i examinar gran part del seu hàbitat (i que molts observadors eviten el centre d'Austràlia durant l'estiu) fa que encara no s'hagi obtingut una imatge completa d'aquests moviments. També és evident que molts d'aquests moviments no només són estacionals, sinó que depenen de les condicions meteorològiques, els ocells poden ser comuns a la localitat en alguns anys però no en d'altres. Aquest nomadisme els permet fer ús de les precipitacions imprevisibles als deserts àrids.

## Comportament
Les eptianura australianes són majoritàriament ocells terrestres. Tot i que faran ús d'arbusts baixos, poques vegades es veuen als nivells superiors dels arbres. Són ocells conspicus, en particular els mascles de colors brillants, i en general no els preocupa l'activitat humana, tot i que són més circumspectes en l'època de reproducció al voltant del niu. Generalment, es presenten en parelles o grups petits, però formaran grups grans durant l'època de no reproducció.

## Taxonomia
Segons la Classificació del Congrés Ornitològic Internacional (versió 15.1, 2025) aquest gènere està format per 4 espècies:
- Epthianura tricolor - eptianura roja.
- Epthianura aurifrons - eptianura gorjanegra.
- Epthianura crocea - eptianura groga.
- Epthianura albifrons - eptianura carablanca.